# Iglesia de San Ignacio de Loyola (Valladolid)
La iglesia de San Ignacio de Loyola es un templo moderno ubicado en Valladolid. Se encuentra ubicado en el barrio de pajarillos. Fue construido y consagrado en 1972, en una época en la que el barrio a su alrededor crecía y se expandía.
- Datos: Q5910283